# Gelis tenellus
Gelis tenellus är en stekelart som först beskrevs av Thomas Say 1835.  Gelis tenellus ingår i släktet Gelis och familjen brokparasitsteklar. Inga underarter finns listade i Catalogue of Life.